# Средец (Смолянская область)
Средец (болг. Средец) — село в Болгарии. Находится в Смолянской области, входит в общину Неделино. Население составляет 472 человека.

## Политическая ситуация
В местном кметстве Средец, в состав которого входит Средец, должность кмета (старосты) исполняет Сыби Рафаилов Хаджиев (Граждане за европейское развитие Болгарии (ГЕРБ)) по результатам выборов правления кметства.
Кмет (мэр) общины Неделино — Илия Петров Вылчев (Болгарская социалистическая партия (БСП)) по результатам выборов в правление общины.